# Чэнь Чжаоди
Чэнь Чжаоди (кит. 陈招娣, англ. Chen Zhaodi; 15 апреля 1955, Ханчжоу, провинция Чжэцзян — 1 апреля 2013, Пекин, Китай) — китайская волейболистка и волейбольный тренер, связующая. Чемпионка мира 1982. Генерал-майор НОАК (2006).

## Биография
Начала заниматься волейболом в средней школе родного города Ханчжоу. С 1970 года играла за команду провинции Чжэцзян в юниорских соревнованиях. С 1973 года на протяжении всей своей игровой карьеры выступала за армейскую команду «Байи».
В 1977 году дебютировала в сборной Китая, приняв в её составе участие в розыгрыше Кубка мира (4-е место). Год спустя играла на чемпионате мира, проходившем в СССР, а затем стала серебряным призёром Азиатских игр. Это была первая медаль Чэнь Чжаоди на международном уровне, к которой в 1979 году она добавила «золото» чемпионата Азии. В 1980 году из-за бойкота московской Олимпиады, к которому присоединился Китай, сорвался олимпийский дебют китайской национальной команды, в состав которой на позиции второй связующей входила и Чэнь Чжаоди.
В 1981 году Чэнь Чжаоди стала обладателем «золота» Кубка мира, а в 1982 — наград высшего достоинства чемпионата мира и Азиатских игр. После окончания сезона 1982 года завершила игровую карьеру.
Волейболистка получила прозвище «Однорукий генерал» за то, что из-за тяжёлой травмы левого локтя, полученной в 1979 году, ей приходилось играть с шиной, фиксирующей левый локтевой сустав.
В 1984 году входила в тренерский штаб сборной Китая, победившей на Олимпийских играх в Лос-Анджелесе, а в 1986—1987 возглавляла молодёжную сборную Китая — серебряного призёра чемпионата Азии 1986 и бронзового призёра чемпионата мира среди молодёжных команд 1987. В 1986—1988 также работала главным тренером команды «Байи», за которую выступала в качестве игрока на протяжении 11 лет.
В 1989, после лечения от рака, который ей диагностировали годом ранее, Чэнь Чжаоди в качестве менеджера вновь присоединилась к сборной Китая, проработав на этом посту до 1992 года. В 1993 — вице-президент Китайской волейбольной ассоциации.
С 1993 года — член Бюро культуры и спорта Главного политического управления НОАК. Позже назначена директором этого Бюро и заместителем начальника отдела по связям с общественностью НОАК. В июле 2006 года ей было присвоено звание генерал-майора.
Умерла в Пекине 1 апреля 2013 года.

## Игровые достижения
Отсутствуют данные о достижениях в чемпионатах Китая.

### Со сборной Китая
- чемпионка мира 1982;
- победитель розыгрыша Кубка мира 1981;
- чемпионка Азиатских игр 1982;
  - серебряный призёр Азиатских игр 1978
- чемпионка Азии 1979.

## Тренерские достижения
В качестве главного тренера

### С молодёжной сборной Китая
- серебряный призёр молодёжного чемпионата Азии 1986.
- бронзовый призёр молодёжного чемпионата мира 1987.